# Miss Spider – A film
A Miss Spider – A film (Miss Spider's Sunny Patch Kids) 2003-ban bemutatott amerikai–kanadai animációs tévéfilm, amely a Miss Spider és a Napsugár rét lakói című sorozat előzménye. A film David Kirk mesekönyvén alapul.

## Szereplők
| Szereplő                            | Eredeti hang                                             | Magyar hang                                  |
| ----------------------------------- | -------------------------------------------------------- | -------------------------------------------- |
| Miss Spider (sárga anyapók)         | Brooke Shields (felnőtt) Mary-Frances Buffery (fiatalon) | Orosz Anna (felnőtt) Molnár Ilona (fiatalon) |
| Csöpi (zöld pókfiú)                 | Scott Beaudin                                            | Baráth István                                |
| Csillám (díszbogárlány)             | Rebecca Brenner                                          | Czető Zsanett                                |
| Sziti (szitakötőfiú)                | Mitchell Eisner                                          | Jelinek Márk                                 |
| Ugribugri (vérszívó poloskafiú)     | Julie Lemieux                                            | Czető Ádám                                   |
| Csupaszem (sárga pókapa)            | Rick Moranis                                             | Holl Nándor                                  |
| Villám (szemüveges sárga pókfiú)    | Austin Di Iulio                                          | Borbíró András                               |
| Hóvirág (zöld-masnis sárga póklány) | Alexandra Lai                                            | Talmács Márta                                |
| Pötyi (lila-masnis sárga póklány)   | Aaryn Doyle                                              | Molnár Ilona                                 |
| Izimizi (kék pókfiú)                | Marc Donato                                              | Baradlay Viktor                              |
| Pitty (hajas vörös hangya)          | Jonathon Wilson                                          | Pálfai Péter                                 |
| Potty (kopasz vörös hangya)         | Philip Williams                                          | Rudas István                                 |
| Stinky (márványospoloska)           | Scott McCord                                             | Szokol Péter                                 |
| Pókláb (fehér pók)                  | Tony Jay                                                 | Papucsek Vilmos                              |
| Betty nagyi (zöld bogár)            | Patricia Gage                                            | ?                                            |
| Gus (vörös spárga bogár)            | Peter Oldring                                            | Gardi Tamás                                  |

- További magyar hangok: Seder Gábor, Szokol Péter